# Zamaski Dol
Zamaski Dol je naselje u Republici Hrvatskoj, u sastavu Grada Pazina, Istarska županija. 
Sastoji se od zaselaka: Toncinići, Pisak, Matijašići, Trloni, Korona, Petohlebi, Ćuf i Rumini.[nedostaje izvor] Zamaskim dolom prolaze kanali rijeke Mirne, a u njegovoj blizini je najveće jezero u Istri, Butoniga.[nedostaje izvor] Najviša točka naselja nalazi se na Ćufu od 354 metara nad morem.[nedostaje izvor]

## Stanovništvo
Prema popisu stanovništva iz 2001. godine, naselje je imalo 60 stanovnika te 19 obiteljskih kućanstava., a prema popisu stanovništva 2021. godine 42 stanovnika.   
| broj stanovnika | 281   | 291   | 275   | 287   | 287   | 316   | 316   |       | 246   | 238   | 191   | 135   | 86    | 81    | 60    | 51    | 42    |
|                 | 1857. | 1869. | 1880. | 1890. | 1900. | 1910. | 1921. | 1931. | 1948. | 1953. | 1961. | 1971. | 1981. | 1991. | 2001. | 2011. | 2021. |